# カナル・ストリート
カナル・ストリート (Canal Street) は、ルイジアナ州ニューオーリンズの主要な大通りの名称である。

## 概要

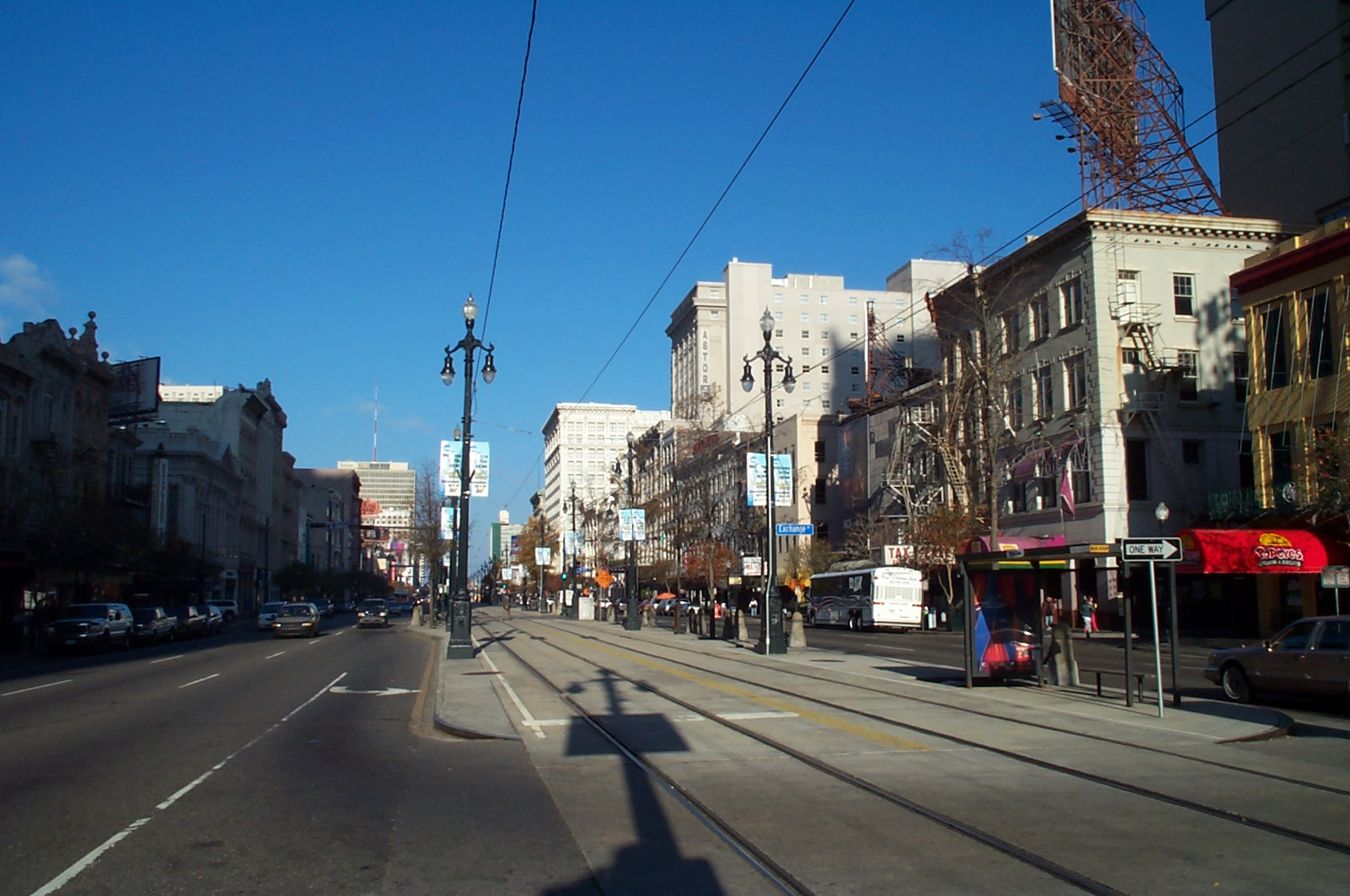
カナル・ストリート(© 2002 Kaihsu Tai)

町の最古の地域であるフレンチ・クォーターの境界線のひとつであり、古いフランスとスペインの植民地時代の町と、新しいアメリカの区域であるセントラル・ビジネス・ディストリクト (略称:CBD;同市のビジネス街)を分割するラインになっている。
通りの名前は、ミシシッピ川とポンチャートレイン湖をつなぐよう計画された運河(canal)に由来するが、結局これは建設されることはなかった。運河が通るはずだった幅広い中央分離帯は、通りを挟んだ文化的な違いによって、かつては「中立地帯」(neutral ground)と呼ばれた。この言葉は、現在でもすべての通りの中央分離帯を指す言葉として、ニューオーリンズの人々に使用されている。
カナル・ストリートの一方の端はミシシッピ川である。しばしば「カナル・ストリートの足」 (The foot of Canal Street)と呼ばれる、川岸のカナル・ストリート・フェリーは、古い郊外の町のルイジアナ州アルジアズまでつなぐ。もう一方の端は、墓地のあるミッドシティになる。
通りの両側に3車線あり、中央にバスと路面電車のレーンがある。カナル・ストリートは、「ストリート」と呼ばれる通りとしてはアメリカで最も幅広いとしばしば言われている。（通常、このように幅広い通りは「アヴェニュー」あるいは「ブルバード」と称されるのが一般的である。）
その昔、カナル・ストリートにはニューオーリンズのショッピング街として栄え、メゾン・ブランシュ (Maison Blanche)、クラウス (Krauss)、D.H.ホームズ (D. H. Holmes)などの地元の百貨店も軒を連ねていたが現在はいずれも姿を消している。現在も店舗は少なくないが、土産物店など小規模なものが中心である。店舗などの多くは、フレンチ・クオーター周辺に集中している。

## 路面電車
1861年に開通したカナル・ストリートの路面電車は1964年5月30日に一度廃止され、バス路線に置き換えられたものの、約40年の空白期ののち、2004年4月18日に再開した。真新しい車両で華々しく営業を再開したものの翌年2005年8月のハリケーン・カトリーナにより、車両が浸水し営業中断をやむなくされる。同年12月に営業を再開したが、色の違うセントチャールズ線の古い車両を利用するという臨時措置が取られた。

## 通り沿いの主な施設
- Harrah's Casino & Hotel (8 Canal St., カジノ)
- The Shops at Canal Place (333 Canal St., ショッピングモール)
- Sheraton New Orleans (500 Canal St., ホテル)
- New Orleans Marriott (555 Canal St., ホテル)
- The Ritz-Carlton New Orleans (921 Canal St., ホテル)
- State Palace Theatre (1108 Canal St., コンサートホール)
- Sanger Theater (1111 Canal St., コンサート・ホール)